# Meg Whitman
Margaret Cushing Whitman, conhecida apenas como Meg Withman (Nova Iorque, 4 de agosto de 1956) é uma executiva e política norte-americana. Ela atuou como executiva de várias empresas de grande porte, incluindo a The Walt Disney Company e a DreamWorks. Meg Withman é graduada na Universidade de Princeton e na Universidade de Harvard. É filiada ao Partido Republicano.
Em fevereiro de 2009, Meg Whitman anunciou a sua candidatura para o governo da Califórnia. Ela venceu as primárias republicanas em 8 de junho de 2010, sendo a indicada do partido para o cargo de governadora. Meg Withman é a quinta mulher mais rica do estado da Califórnia, com um patrimônio líquido avaliado em US$ 1,3 bilhões em 2010.
Em 22 de setembro de 2011, Meg Whitman foi anunciada como a mais nova CEO da Hewlett-Packard (HP). Ela ocupou o cargo depois da saída do Léo Apotheker do comando. Foi a segunda vez na história da HP que uma mulher ocuparou o cargo de direção.